# Luitgarde d'Alémanie
Liutgarde ou Luitgarde d'Alémanie, née vers 776, morte le 4 juin 800 à Tours, est une princesse germanique de l'époque carolingienne, dernière épouse de Charlemagne. 

## Biographie
Elle est la fille de Luitfrid II de Sundgau et d'Hiltrude de Wormsgau. 
Vers 794, elle épouse Charlemagne, après le décès de Fastrade, sa précédente épouse. Elle reste cependant peu connue, si ce n'est que le roi trouve en elle une femme calme et vertueuse.
Alcuin loue l'amour de Luitgarde pour les lettres ; d'elle, il dit « La reine, aime à converser avec les hommes savants et doctes ; après ses exercices de dévotion, c'est son plus cher passe-temps. Elle est pleine de complaisance pour le roi, pieuse, irréprochable et digne de tout l'amour d'un tel mari. »
À la cour, elle est même considérée par les enfants de l'empereur. Elle pratique aussi la chasse. Luitgarde ne donne pas d'enfants à son époux. 
Elle meurt le 4 juin 800 au monastère de Saint-Martin de Tours, dont l'abbé est Alcuin, au cours d'une tournée de Charlemagne en Neustrie, précédant son voyage à Rome. Elle y est inhumée. Son tombeau se trouve sous la tour Charlemagne.
Le jour même de la mort de Luitgarde, Charlemagne signe un diplôme faisant du monastère de la Celle Saint-Paul de Cormery, fondé par Ithier, précédent abbé de Saint-Martin de Tours, un établissement suffragant de l’abbaye de Tours et fait demander par Alcuin à Benoît d'Aniane, vingt-deux de ses moines pour y implanter la règle de saint Benoît.
Après la mort de Luitgarde, l'empereur ne se remarie pas, mais a plusieurs concubines.

### Télévision
- Charlemagne, le prince à cheval, téléfilm franco-italo-germano-luxembourgeois en trois parties, réalisé par Clive Donner, et diffusé la première fois sur France 2 en 1993, avec Sophie Duez dans le rôle de Luitgarde.